# Vuurrugtangare
De vuurrugtangare (Ramphocelus flammigerus) is een zangvogel uit de familie Thraupidae (tangaren).

## Verspreiding en leefgebied
Deze soort is endemisch in het westelijke deel van Centraal-Colombia en Ecuador.

## Externe link

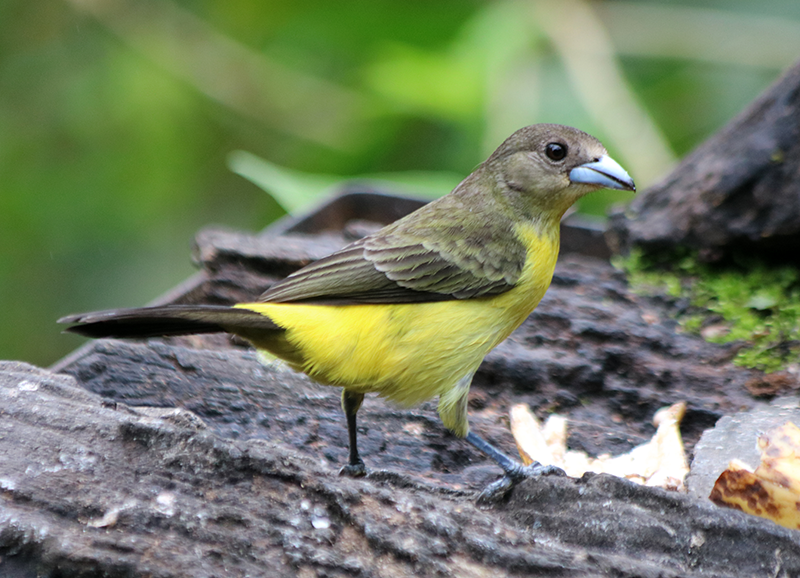
vrouwelijke vuurrugtangare